# تمتركا (اوناين)
تمتركا هي إحدى مشيخات المملكة المغربية، تتبع جغرافيا لإقليم تارودانت وإداريًا لاوناين. يقدر عدد سكانها بـ 2446 نسمة حسب الإحصاء الرسمي للسكان والسكنى لسنة 2004.